# Bustul lui August Treboniu Laurian din București
Bustul lui August Treboniu Laurian este un monument sub forma unui bust pe un soclu cu o inscripție de bronz pe el. Monumentul este înscris în Lista monumentelor istorice 2010 - Municipiul București - la nr. crt. 2318, cod LMI B-III-m-B-20002. Opera se află la intersecția Străzilor Logofătul Udriște, Matei Basarab și a Bulevardului Mircea Vodă, având Casa Ștefan Lilovici în spatele său.

## Descriere
Busurul e opera sculptorului român Constantin Bălăcescu, fiind dezvelit în anul 1903. Realizat din marmură de Carrara, bustul este așezat pe un soclu de piatră pe care este fixată o placă de bronz cu următoarea inscripție:
| LUI AUGUST TREBONIU LAURIAN 1810 - 1881 ȘCOLARII ȘI ADMIRATORII SEI 1903 |

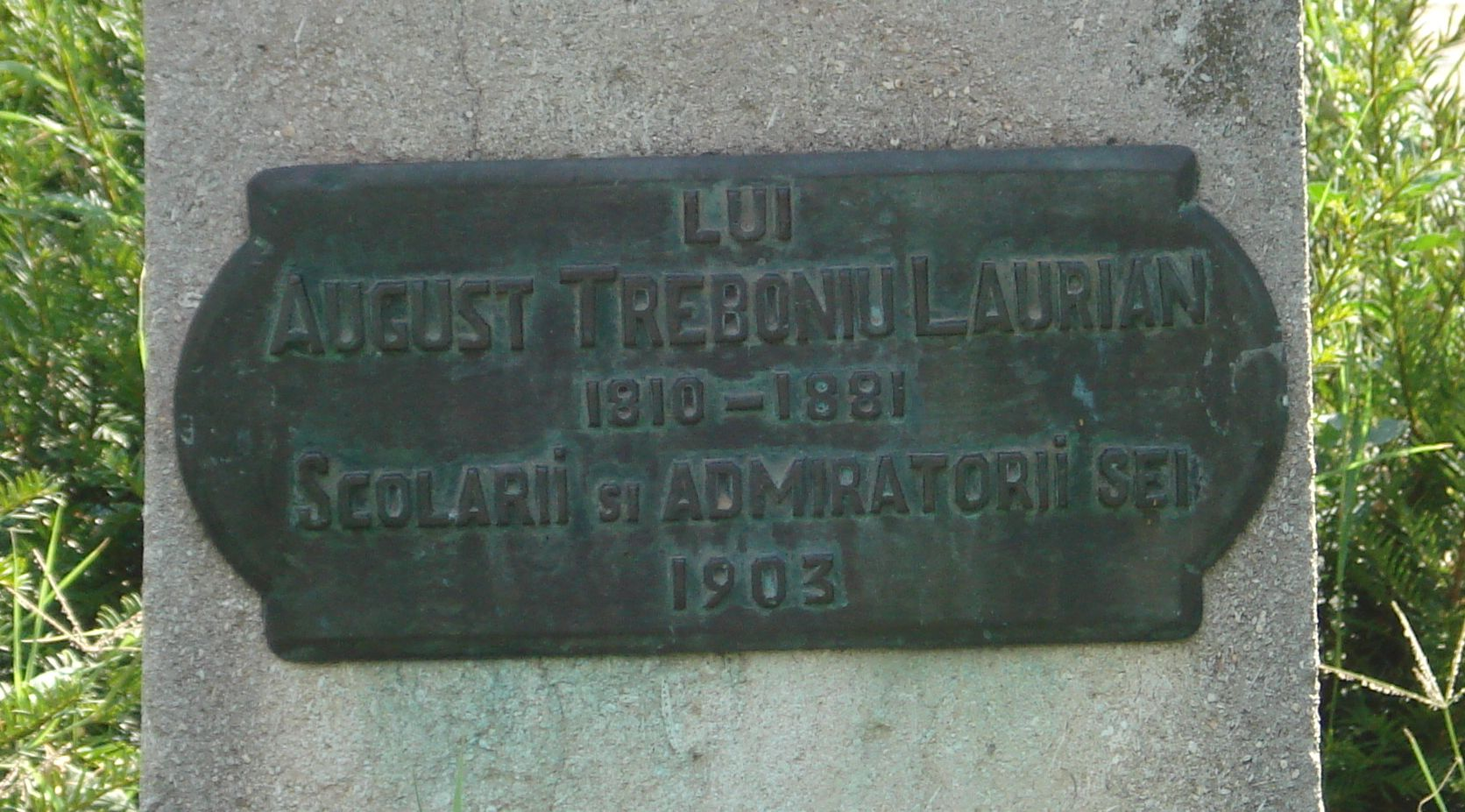
Inscripția de pe soclul bustului lui A. T. Laurian

August Treboniu Laurian, (n. 17 iulie 1810, Fofeldea, scaunul Nocrich, lângă Sibiu - d. 25 februarie 1881, București) a fost un filolog, istoric, publicist și om politic, unul dintre conducătorii Revoluției de la 1848 din Transilvania. A fost membru fondator al Academiei Române (2 iunie 1867), secretar general și președinte al Societății Academice Române și președinte al Secțiunii Literare (1867-1876).
Monumentul este amplasat în Piața August Treboniu Laurian, f.n. (la intersecția străzii Logofăt Udriște cu strada Matei Basarab), sector 3, în apropiere de biserica Lucaci - „Sfântul Stelian”.